# Quad Cities
Quad Cities – zespół miast Davenport i Bettendorf (w stanie Iowa) oraz Rock Island, Moline i East Moline (w stanie Illinois) leżących nad Missisipi. Region nazywa się Quad Cities Metropolitan Area lub Davenport-Moline-Rock Island Metropolitan Statistical Area.

## Sport
W latach 2007–2009 istniała drużyna Quad City Flames.